# フランセス・ステュアート

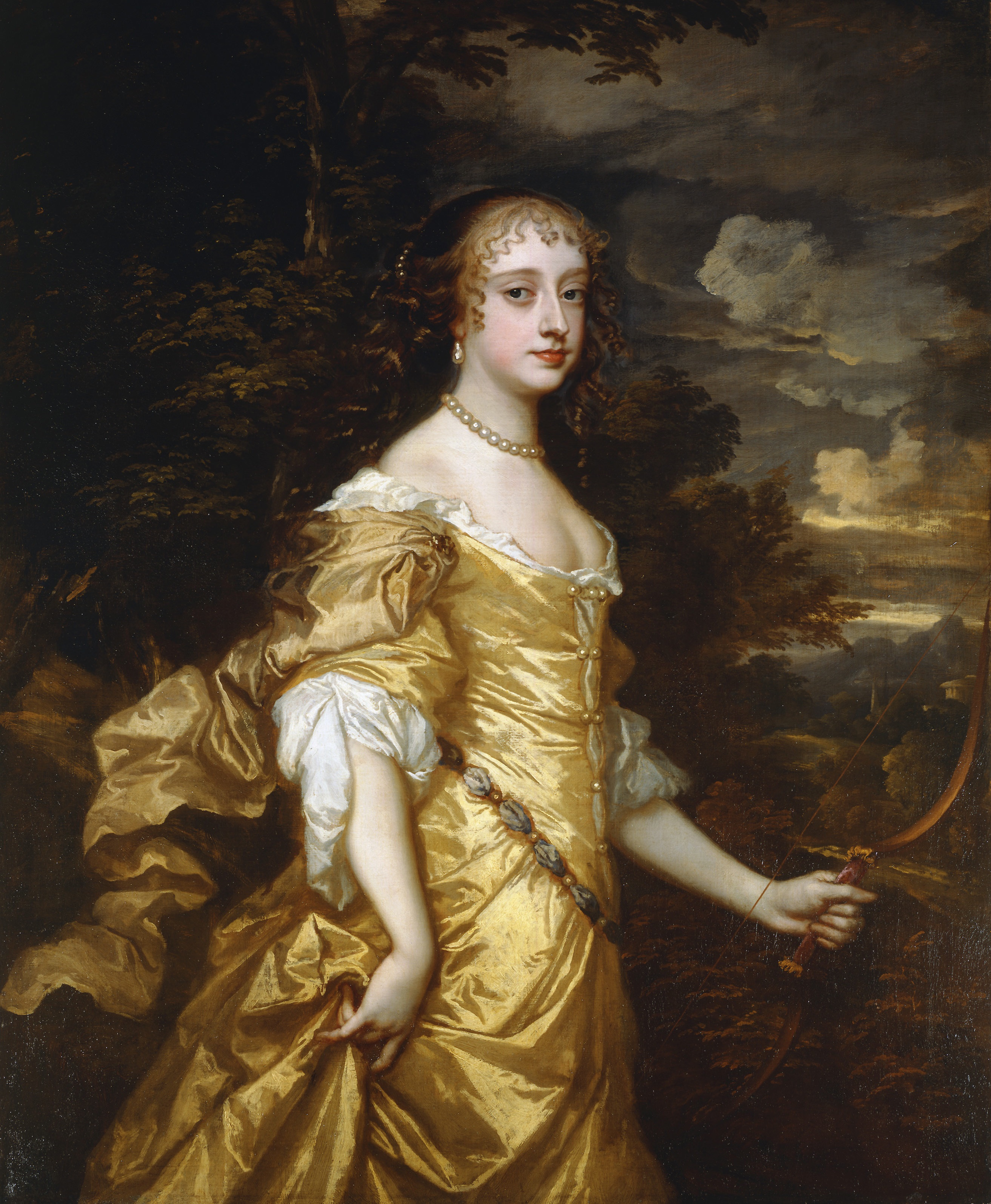
フランセス・ステュアート（ピーター・レリー画）

フランセス・ステュアート（Frances Teresa Stewart, Duchess of Richmond and Lennox, 1648年 - 1702年）は、第3代リッチモンド公及び第6代レノックス公チャールズ・ステュアート (en) の妻。イングランド王チャールズ2世の愛妾。その美しさから、「ラ・ベル・ステュアート」（La Belle Stuart）と呼ばれ、「ブリタニア」のモデルとなった。
チャールズ1世の王妃ヘンリエッタ・マリア・オブ・フランスの侍医をつとめたウォルター・ステュアートの娘で、傍系ながらステュアート家の一族であったため亡命先のパリで生まれた。王制復古後の1663年にイングランドへ帰国し、チャールズ2世の結婚式で花嫁の介添え役をつとめ、後の王妃キャサリンの女官となった。
彼女には、第2代バッキンガム公ジョージ・ヴィリアーズ、ブリストル伯子フランシス・ディグビーといった求婚者がいた。キャサリン王妃の女官となって間もなくチャールズの愛妾となったといわれている。チャールズは4年後には王妃と離婚してフランセスとの結婚を考えていたが、愛妾を王妃とすることで王位を失う危険から、それを思いとどまったという。ダイアリストであるサミュエル・ピープスは、フランセスのことを「未だかつて自分が会ったことのない美女」という記述を残した。
王の愛妾でありながら、フランセスはリッチモンド公及びレノックス公であるチャールズと恋仲になっていた（チャールズ・ステュアートもステュアート家の傍系で、ジェームズ1世の寵愛を受けた初代レノックス公エズメ・ステュアート (en) の曾孫であった）。1667年3月に2人は秘密裡に結婚し、王の寵愛を競った愛妾レディー・カースルメイン（バーバラ・パーマー）にそのことを暴露されると、2人は駆け落ちをした。
愛妾に駆け落ちされるという事態に王は最初怒ったが、のち怒りを静め、フランセス夫婦の宮廷への出入りを許した。1669年に天然痘を患い容貌を損なったフランセスだったが、王は変わらずに公爵夫妻を重用していた。少なくともリッチモンド公はスコットランドへ赴いたり、デンマークへ大使として赴任していたのである。1672年、夫チャールズはデンマークで客死した。
英蘭戦争のさなか、チャールズ2世はブリタニアのモデルとしてフランセスの顔を用い、メダル・硬貨・肖像を作らせた。
フランセスは、1688年にジェームズ2世と王妃メアリーの長男ジェームズ・フランシス・エドワード（老僭王）の誕生に立ち会い、議会に出生の正当を認めて署名した一人となった。1702年にフランセスは亡くなり、多くの資産を甥ブランタイア卿に遺した。